# Percy Jackson – Diebe im Olymp

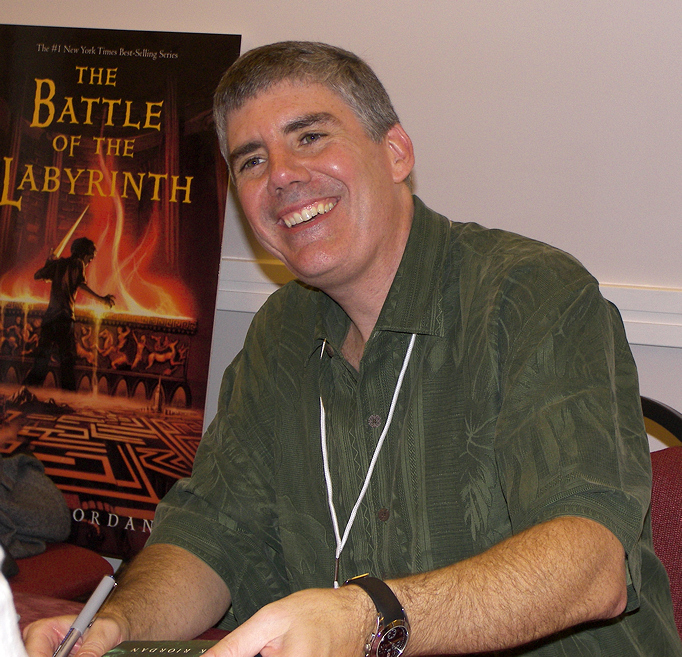
Rick Riordan

Percy Jackson – Diebe im Olymp (Originaltitel: Percy Jackson & the Olympians: The Lightning Thief) ist ein Fantasy-Roman des US-amerikanischen Schriftstellers Rick Riordan und der erste Teil der Percy-Jackson-Buchreihe. Die englische Erstausgabe wurde im Jahr 2005 veröffentlicht. Die deutsche Übersetzung von Gabriele Haefs erschien 2006 im Carlsen Verlag. 2010 kam die gleichnamige Verfilmung in die Kinos, 2023 die erste Staffel einer Serie der Reihe, die den ersten Band zum Inhalt hat.

## Handlung
Der 12-jährige Perseus „Percy“ Jackson lebt mit seiner Mutter Sally Jackson und seinem ungeliebten, widerlichen Stiefvater Gabe Ugliano in Manhattan. Sein wahrer Vater ist kurz nach seiner Geburt verschwunden. Percy ist Legastheniker und hat ADHS. So gilt er als Problemkind und ist bis jetzt jedes Jahr von der Schule verwiesen worden. Im Moment besucht er die sechste Klasse in dem Internat Yancy Academy und führt dort ein unscheinbares Leben mit seinem schwächlichen und gehbehinderten besten Freund Grover Underwood.
Im Mai unternimmt die Klasse einen Ausflug in ein griechisch-römisches Museum. Als Begleitperson ist neben Percys Lieblingslehrer, dem auf einen Rollstuhl angewiesenen Mr. Brunner, auch die boshafte Mathematiklehrerin Mrs. Dodds anwesend. Nach einem Zwischenfall mit Mrs. Dodds Lieblingsschülerin verwandelt sich die Lehrerin – die mit Percy unter vier Augen sprechen wollte – in eine Furie und greift ihn an. Mit einem Kugelschreiber, der Mr. Brunner gehörte und sich in ein Schwert verwandelt, zerschlägt Percy sie zu Staub. Niemand scheint etwas bemerkt zu haben, und die Schüler und Mr. Brunner behaupten sogar, es habe nie eine Lehrerin namens Mrs. Dodds gegeben. Stattdessen habe das ganze Jahr eine andere Frau Mathematik unterrichtet, und diese sei auch auf den Ausflug mitgekommen.
Im weiteren Verlauf des Schuljahres geschehen weitere Vorfälle. Kurz vor den Abschlussprüfungen belauscht Percy zufällig ein Gespräch zwischen Brunner und Grover, in dem es um ihn geht. Zu Beginn der Sommerferien – Percy ist wie schon fünfmal zuvor von der Schule geflogen – reist er mit Grover zurück nach New York. Auf dem Weg sehen sie einen Obststand, an dem drei alte Frauen riesige Socken stricken und Percy dazu anstarren. Dies bereitet Grover Angst, als wäre es ein böses Omen. Da er das seltsame Verhalten seines besten Freundes nicht mehr erträgt, verschwindet Percy, während Grover auf der Bahnhoftoilette ist.
In den Ferien besucht Percy mit seiner Mutter während einiger Tage ein Strandhaus, das in der Nähe des Ortes liegt, an dem Sally Jackson seinen Vater kennengelernt hat. Sie erzählt Percy von einem Sommercamp, in das ihn sein Vater schicken wollte. In derselben Nacht tobt ein Sturm, und Grover taucht bei dem Haus auf. Er trägt keine Hose und zeigt dabei seine wahre Identität als Satyr mit dem Unterkörper und den Beinen einer Ziege. Percy erzählt seiner Mutter erst jetzt von den seltsamen Vorfällen an der Yancy Academy, was für sie ein Warnsignal zu sein scheint. Sofort brechen alle drei auf, um zu dem von Sally erwähnten Sommercamp zu fahren. Auf dem Weg dorthin werden sie von dem Minotauros angegriffen, der Sally scheinbar tötet. Percy wiederum kann ihn mit seinem eigenen Horn besiegen und wird daraufhin bewusstlos.
Percy kommt auf der Terrasse des Hauptgebäudes im „Camp Half-Blood“ wieder zu sich. Er trifft auf Grover, Mr. Brunner, ein Mädchen namens Annabeth Chase und den Campleiter Mr. D. Er erfährt, dass die griechische Mythologie der Realität entspricht und die Olympischen Götter die Welt kontrollieren. Mr. D ist Dionysos, Gott des Weines, der von Zeus hierher strafversetzt wurde. Mr. Brunner ist in Wahrheit der Zentaur Chiron, der seit Jahrtausenden junge Helden und Halbgötter ausbildet. Das Camp Half-Blood ist ein Ausbildungszentrum für solche „Demi-Gottheiten“, die aus Liebschaften der Götter mit gewöhnlichen Sterblichen stammen. So ist etwa Annabeth eine Tochter der Athene. Die Kinder jeweils einer Gottheit leben zusammen in einer von zwölf Hütten. Da sein göttlicher Vater unbekannt ist, wird Percy erst einmal der Hermes-Hütte zugewiesen. Dort lernt er den etwas älteren Luke Castellan kennen, der ihm zum Freund wird.
In den folgenden Tagen erzählt Grover Percy die Geschichte von Thalia, einer Tochter des Zeus, die vor einigen Jahren geboren wurde. Da die „Großen Drei“ – Zeus, Hades und Poseidon – nach dem Zweiten Weltkrieg den Eid abgelegt hatten, keine halbsterblichen Kinder mehr zu zeugen – sie hielten sie für einfach zu mächtig – durfte Thalia eigentlich gar nicht existieren. Auf der Flucht vor Ungeheuern ins Camp rettet Thalia ihren Freunden – einem Schutzsatyr und zwei weiteren Halbbluten – das Leben, indem sie sich der Monsterhorde entgegenstellte. Sie kam dabei ums Leben und wurde von Zeus in eine magische Fichte verwandelt. Durch das Opfer, das Thalia für ihre Freunde gegeben hat, schützt der Baum die Grenzen des Camps vor Ungeheuern.
Bei einem Kriegsspiel, der „Eroberung der Flagge“, entwickelt Percy ungewöhnliche Kampfesstärke beim Kontakt mit Wasser. Nach dem Spiel taucht ein Höllenhund auf, der Percy zu töten versucht. Wenig später erscheint über Percys Kopf das Hologramm eines Dreizacks, was bedeutet, dass Poseidon sein Vater ist und Percy anerkannt hat. Percy wird in die bis dahin leerstehende Poseidon-Hütte versetzt.
Von Chiron erfährt er, dass der Herrscherblitz, Zeus’ mächtigste Waffe, verschwunden ist. Zeus glaubt, dass Percy von Poseidon zu dem Diebstahl angestiftet wurde, und fordert den Blitz bis zur Sommersonnenwende in zehn Tagen zurück. Chiron vermutet, dass Hades den Blitz geraubt hat, um Zeus und Poseidon gegeneinander auszuspielen und die Macht zu erringen. Chiron möchte Percy, Annabeth und Grover den Auftrag erteilen, den Blitz zurückzubringen, um einen Krieg der Götter zu verhindern. Zuerst solle er jedoch das Orakel nach seinem Schicksal fragen. Das Orakel hat folgende Weissagung zu machen:

„Du gehst gen Westen, zu dem Gott, der sich gewendet

Das, was gestohlen, legst du in die richt’gen Hände

Ein Freund begeht an dir Verrat, der bitter schmerzt

Und du versagst just dort, wo es betrifft dein Herz“

Percy zieht also mit Grover und Annabeth los, um den Blitz von Hades zurückzufordern und ihn Zeus zu übergeben. Chiron gibt ihm das Schwert Anaklysmos (Springflut)  mit, das sich als Kugelschreiber tarnen lässt. Von Luke erhält er ein Paar geflügelte Schuhe. Danach brechen sie auf, um den Eingang zur Unterwelt in Los Angeles zu finden.

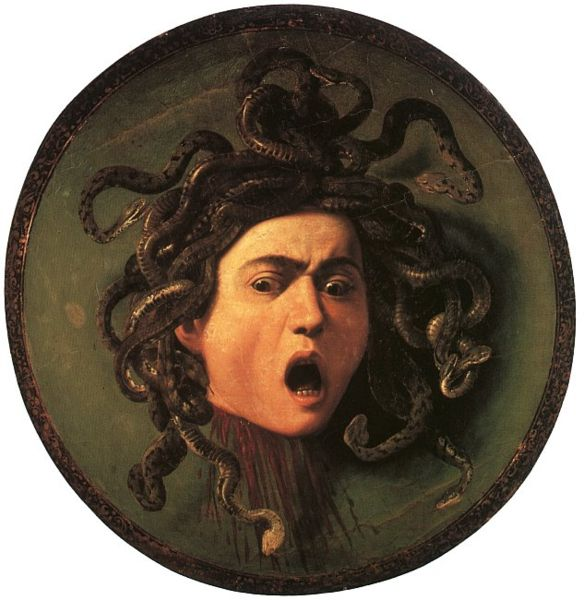
Medusa

Bereits nach kurzer Zeit werden die drei im Bus von den Furien überfallen, die sie jedoch überwältigen können. Sie suchen vorübergehend Asyl in Tante Em’s Gartenzwerge-Emporium, einem Laden für Gartenstatuen an der Autobahn. Die fürsorgliche Besitzerin entpuppt sich als Medusa, eine schlangenhaarige Gorgone, die Menschen zu Stein erstarren lässt, wenn sie ihr in die Augen sehen. Percy kann sie nach einem Kampf enthaupten und schickt den noch funktionsfähigen Kopf per Post an den Olymp.
In der folgenden Nacht erzählt Grover Percy von dem auf mysteriöse Weise verschwundenen Naturgott Pan, den er unbedingt finden will. Allerdings ist nie ein Satyr lebend von der Suche zurückgekommen. Percy wiederum gesteht, dass er das Abenteuer nur in der schwachen Hoffnung durchführt, seine Mutter aus der Unterwelt befreien zu können. Später träumt er von einer Grube, aus der heraus ihn eine dunkle Stimme zu manipulieren versucht. Durch den Finderlohn für einen Pudel können die drei am nächsten Tag mit dem Zug weiterreisen.

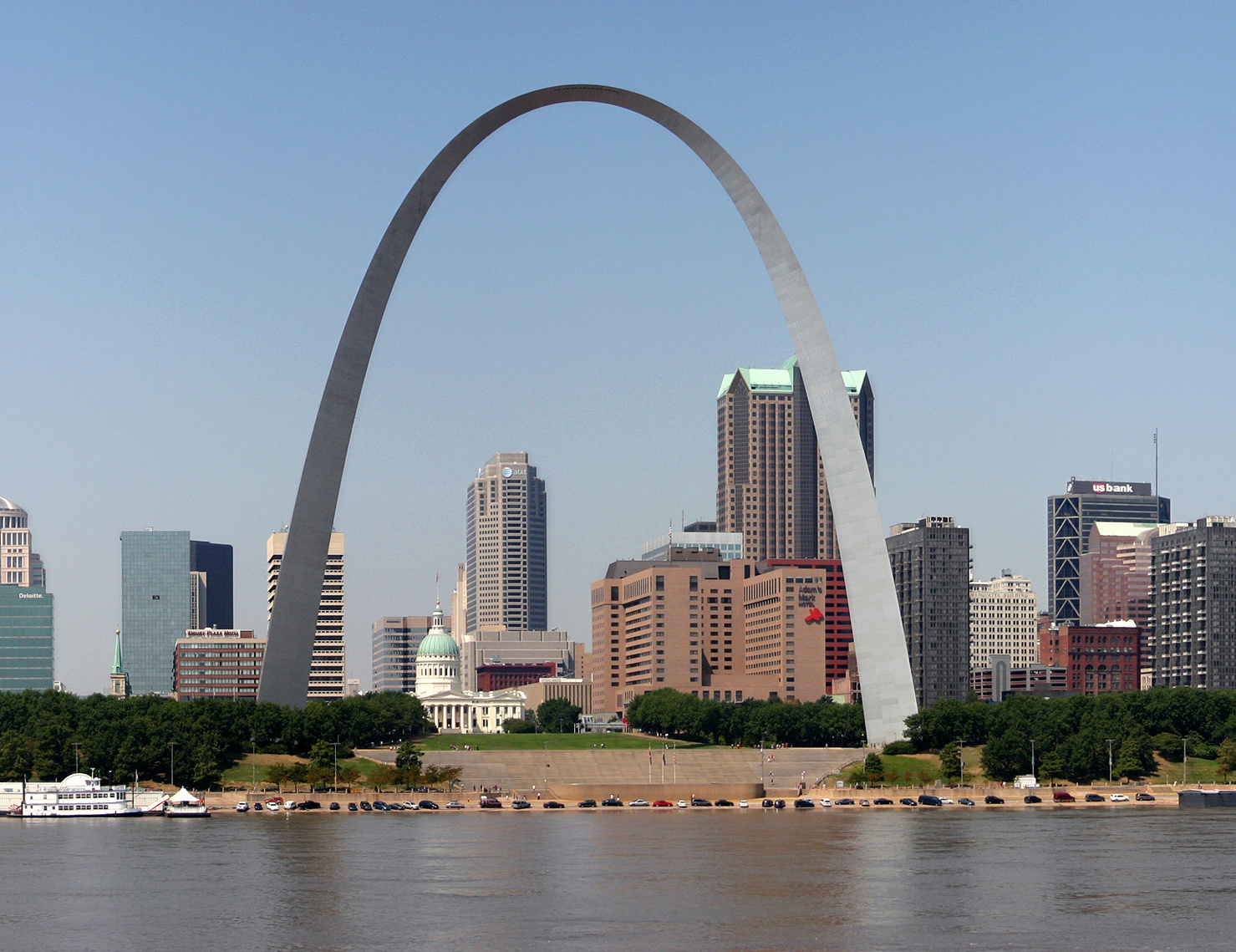
Gateway Arch am Mississippi-Ufer

Beim Besichtigen des Gateway Archs in St. Louis wird Percy von Echidna und der Chimäre angegriffen und muss sich durch einen Sprung aus fast 200 Metern Höhe in den Mississippi retten. Dabei stellt er fest, dass er unter Wasser atmen und trocken bleiben kann. Er trifft auf eine Nereide, die ihm die Bitte des Poseidon weiterleitet, den Strand von Santa Monica aufzusuchen.
Percy wird nun zur Prominenz, im ganzen Land wird nach ihm gesucht. Journalisten mutmaßen, dass Percy ein geisteskranker Verbrecher sei, der Attentate auf den Bus und den Gateway Arch verübt hatte. Gabe tritt im Fernsehen auf und unterstützt diese Theorie.
In Denver treffen die drei Freunde auf den Kriegsgott Ares. Dieser will, dass sie seinen Schild aus einem leerstehenden Wasserpark holen, wo er ihn nach einem Treffen mit Aphrodite vergessen hat. Dort angekommen geraten Percy und Annabeth in eine Falle des Götterschmiedes Hephaistos, die dazu dienen sollte, Aphrodites Liebesverhältnis mit Ares auffliegen zu lassen. Sie können Ares den Schild jedoch zurückbringen und erhalten als Finderlohn eine Mitfahrgelegenheit als blinde Passagiere in einem Transport von Tierschmugglern. Ares offenbart zudem, das Sally Jackson nicht tot ist, sondern von Hades als Geisel gefangengehalten wird.

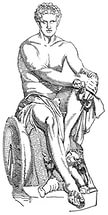
Ares (Kriegsgott)

Percy träumt erneut von der Stimme in der Grube, die sich dieses Mal mit einem Komplizen zu unterhalten scheint. Grover gesteht nun, dass er der Schutzsatyr Thalias war, und dass es sich bei den beiden anderen Halbgöttern um Annabeth und Luke gehandelt habe. Bei einem Zwischenstopp des Lastwagens in Las Vegas lassen Percy, Grover und Annabeth die misshandelten Tiere frei und geraten kurz darauf in das Lotos Hotel & Casino. Dort bekommen sie eine Luxussuite zugewiesen und dürfen unbegrenzt die Spielanlagen benutzen. Percy bemerkt, dass sich hier Leute aus den Siebziger- und Achtzigerjahre befinden, und er stellt fest, dass das Casino dazu dient, die Besucher langfristig festzuhalten, und sie die Zeit vergessen lässt. Die drei Freunde können zwar entkommen, haben jedoch fünf Tage im Lotos Casino verbracht und stehen somit nur noch einen Tag vor der Sommersonnenwende. Mit dem Taxi kommen sie noch am selben Abend in Los Angeles an.
Am Santa Monica Pier erhält Percy von der Botin seines Vaters drei Perlen, mit denen sie aus der Unterwelt sollen fliehen können. Auf der Flucht vor Straßendieben geraten die drei in das Wasserbettgeschäft von Prokrustes, können ihn jedoch austricksen. Daraufhin kommen sie in den DOA-Filmstudios an, in denen der Eingang zur Unterwelt liegt. Sie bestechen den Fährmann Charon und können auch den Torwächter Zerberus überlisten. Doch noch bevor sie mit Hades sprechen können, machen sich Lukes geflügelte Schuhe selbstständig und schleifen Grover bis zu dem Abgrund, den Percy aus seinen Träumen kennt. Dabei handelt es sich um den Tartaros, den tiefsten und ältesten Teil der Unterwelt.
Hades streitet den Diebstahl ab und behauptet, Percy habe den Herrscherblitz im Auftrag Poseidons geraubt und sei nun hergekommen, um ihn, Hades, zu bedrohen. Auch habe Percy Hades' Helm der Finsternis gestohlen. Hades' Theorie scheint sich zu bestätigen, als Percy in seinem Rucksack den Herrscherblitz findet. Hades offenbart den Helden, dass ihre Perlen nur drei Menschen die Flucht aus der Unterwelt ermöglichen. Percy müsse entweder auf seine Mutter oder einen seiner Freunde verzichten, oder aber selbst hierbleiben. Damit alle vier fliehen können, muss Percy dem Gott Blitz und Helm überlassen. Percy entscheidet sich, seine Mutter hierzulassen, und verspricht, ihr bald zu helfen.

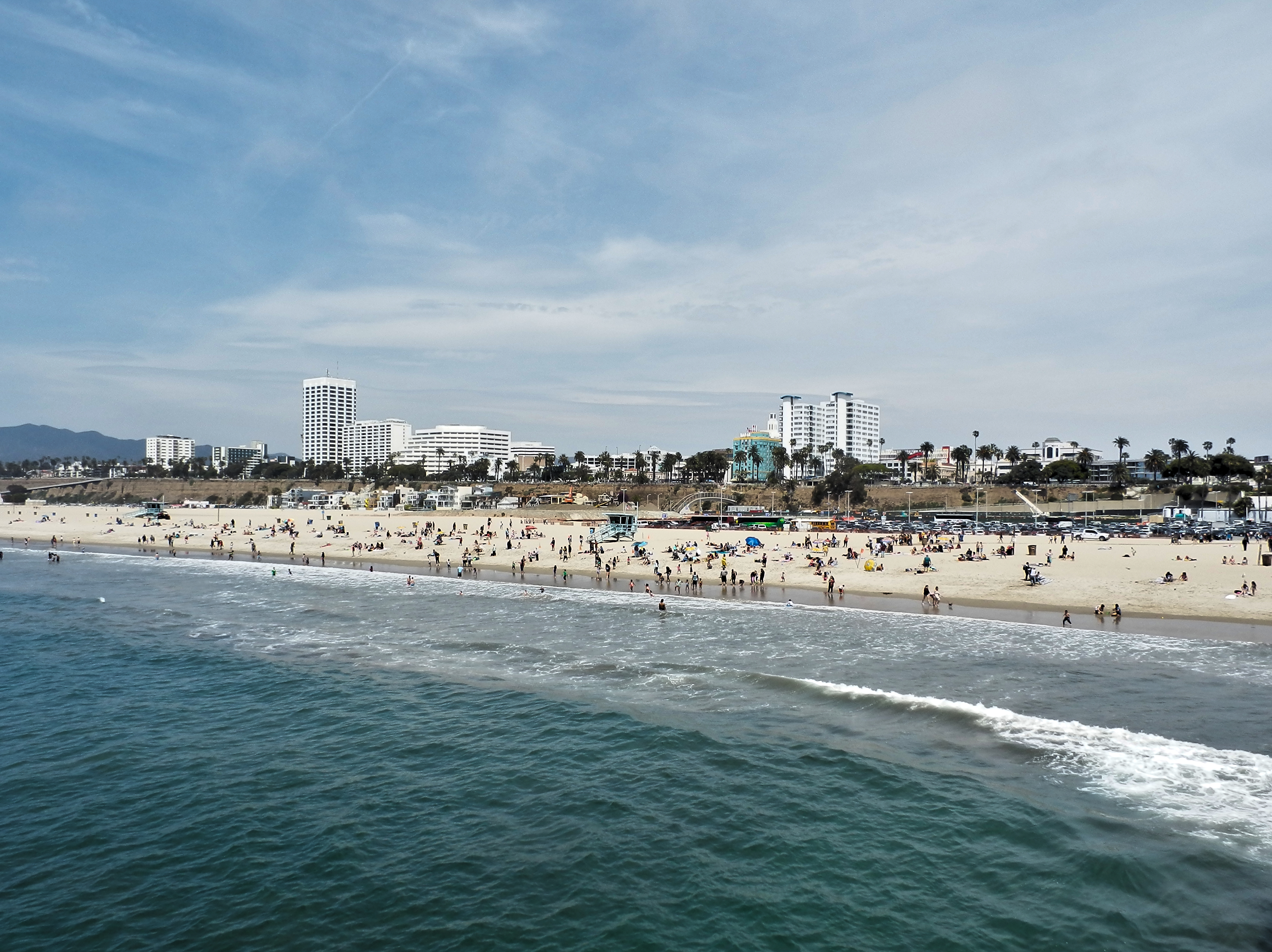
Santa Monica Beach

Am Santa Monica Beach treffen sie erneut auf Ares, der nun zugibt, Blitz und Helm geraubt zu haben, um Hades, Zeus und Poseidon gegeneinander auszuspielen. Der Rucksack, den er Percy in Denver gegeben hat, war so verzaubert, dass der Herrscherblitz darin auftaucht, wenn er die Unterwelt erreicht hat. Auch wenn er vorgibt, unabhängig zu handeln, verrät der Gott sich mit den Worten „Ich habe keine Träume!“, was Percy vermuten lässt, dass er von dem Wesen in der Grube instruiert wurde. Percy fordert Ares zu einem Zweikampf um Hades' Helm heraus, den dieser annimmt. Da Percy mittlerweile die Kräfte des Wassers nutzen kann, gelingt es ihm, Ares zu verwunden. Dieser muss wohl oder übel den Helm herausgeben und erklärt sich zu Percys Feind. Percy übergibt den Helm den Furien, die ihn zu Hades bringen. Der Gott lässt Sally daraufhin frei.
Das Trio fliegt zurück nach New York, wo Percy über einen magischen Fahrstuhl im Empire State Building alleine zum Olymp gelangt. Im Thronsaal der Götter trifft er auf Zeus und Poseidon, denen er die Wahrheit erzählt und den Blitz übergibt. Die Götter vermuten, dass es sich bei dem Wesen im Tartaros, das Ares die Befehle erteilt hat, um ihren gemeinsamen Vater Kronos handelt, der nach dem Sturz der Titanen in Stücke geschnitten und in die Unterwelt verbannt wurde. Kronos dringt in die Träume der Menschen und Götter ein und versucht, sie für sich zu gewinnen. Als Zeus den Raum verlässt, ist Percy mit Poseidon allein, dieser erzählt ihm unter anderem, dass Sally aus der Unterwelt zurückgekehrt ist.
Bei seiner Rückkehr findet Percy den Kopf der Medusa in seinem Zimmer, den Poseidon ihm zurückgeschickt hat. Sally verwandelt damit den unausstehlichen Gabe zu Stein und verkauft ihn als Skulptur teuer an ein Museum. Percy verbringt den Rest des Sommers im Camp Half-Blood. Bei einem anscheinend freundschaftlichen Treffen mit Luke im Wald bedroht dieser Percy mit einem Skorpion und offenbart, dass er in Kronos' Dienste getreten ist und die magischen Artefakte für Ares geraubt hat. Luke hasst die Götter – allen voran seinen Vater Hermes – und will, dass die Titanen wieder die Welt beherrschen. Percy überlebt den Skorpionenstich, doch als er wieder zu Bewusstsein kommt, ist Luke verschwunden. Somit hat sich die Zeile des Orakels erfüllt, dass ein Freund ihn verraten werde.
Am Ende des Sommers zieht Grover los, um Pan zu finden. Sowohl Percy als auch Annabeth entschließen sich, bis zum nächsten Sommer bei ihren Familien zu wohnen.

## Ausgaben
- Rick Riordan: Percy Jackson in: Diebe im Olymp. Aus dem Englischen von Gabriele Haefs. Carlsen, Hamburg 2006, ISBN 978-3-551-55417-8 (Erste Auflage).
- Rick Riordan: Percy Jackson – Diebe im Olymp. Aus dem Englischen von Gabriele Haefs. Carlsen, Hamburg 2011, ISBN 978-3-551-31058-3 (neu bearbeitete Auflage).
- Rick Riordan: Percy Jackson – Diebe im Olymp. gelesen von Marius Clarén, Bastei Lübbe, Köln 2011, ISBN 978-3-7857-4005-7 (Hörbuch).
- Rick Riordan: Percy Jackson and the Olympians, Book One: The Lightning Thief. Hyperion, 2006, ISBN 978-0-7868-3865-3  (Originalausgabe).

## Auszeichnungen
- 2005: Bemerkenswertes Buch der New York Times
- 2005: Aufnahme in die Jahresbestenliste des School Library Journal.[2]
- 2005: Bestes Buch 2005 (Child Magazine)
- 2006: Bluebonnet Award der Texas Library Association (Nominierung)[3]
- 2008: Mark Twain Award
- 2009: Rebecca Claudill Award